# Izaak (patriarcha Wschodu)
Izaak – następca Kajumy, biskup Seleucji-Ktezyfonu, jak również Katolikosem-Patriarchą Wschodu. Jego pontyfikat zaczął się po abdykacji poprzednika. Został konsekrowany około 399 roku i swój urząd pełnił do 410 roku. Podobnie jak jego poprzednicy jest uznawany przez kościoły wywodzące się z Kościoła Wschodu, za jednego z tradycyjnych Patriarchów Wschodu.

## Życie
W czasie pontyfikatu Izaaka doszło do znaczących wydarzeń w Kościele Wschodu takich jak synod w Seleucji-Ktezyfonie w 410 roku. Obecni na nim wschodni biskupi zadecydowali o przyjęciu postanowień soboru nicejskiego. Dokonano wówczas także reformy Kościoła Wschodniego, organizując jego diecezje na wzór kościoła rzymskiego i ustanawiając metropolie kościelne. Izaakowi, jako biskupowi Seleucji-Ktezyfonu przyznano prymat wśród wschodnich biskupów i uznano go "Wielkim Metropolitą".
Fragment Kroniki Bar Hebraeusa:

Po Mar Kajumie, Mar Izaak. Pochodził on z Kaszkaru i był bardzo cnotliwym i dobrym człowiekiem, z rodziny Mar Tomarsy. Po konsekracji zebrani biskupi nakazali mu szanować i zasięgać rady ustępującego z urzędu Mar Kajumy, co też Izaak czynił. Swemu poprzednikowi okazywał wielki szacunek i względy aż do jego śmierci. W roku 671 (350 rok p.n.e.), według kalendarza greckiego, za czasów panowania Teodozjusza Wielkiego, w Konstantynopolu zebrał się synod 150 biskupów. Potępili oni nauki Macedoniusza, który bluźnił przeciwko Duchowi Świętemu, twierdząc iż został on stworzony. Informacje te dotarły na wschód ze sporym opóźnieniem. W jedenastym roku pontyfikatu Izaaka, Maruta z Mapergatu ponownie został wysłany na dwór perski. Przy okazji spotkał się z biskupem Seleucji-Ktezyfonu informując go o przyczynach i przebiegu wspomnianego synodu. Wówczas Izaak zebrał czterdziestu swoich biskupów, którzy jako prawdziwi strażnicy wiary również potępili nauki Macedoniusza. Maruta spisał również dla Izaaka najważniejsze zasady regulujące życie duchownych i zostały one przyjęte na wschodzie zaprowadzając wśród miejscowego kleru dyscyplinę i porządek. W tym samym roku, po jedenastu latach pontyfikatu, Izaak zmarł i został pochowany w Seleucji.